# Округ Крејвен (Северна Каролина)
Крејвен (енгл. Craven County) је округ у америчкој савезној држави Северна Каролина.

## Демографија
По попису из 2010. године број становника је 103.505, што је 12.069 (13,2%) становника више него 2000. године.
| Група             | 2000.          | 2010.          |
| Белци             | 62.435 (68,3%) | 69.425 (67,1%) |
| Афроамериканци    | 22.966 (25,1%) | 23.193 (22,4%) |
| Азијати           | 908 (1,0%)     | 2.099 (2,0%)   |
| Хиспаноамериканци | 3.677 (4,0%)   | 6.272 (6,1%)   |
| Укупно            | 91.436         | 103.505        |